# Видение Гюльви
«Виде́ние Гю́льви» или «Обма́н Гю́льви» (др.-сканд. Gylfaginning) — первая часть «Младшей Эдды», написанной Снорри Стурлусоном приблизительно в 1220 году, и следует сразу за Прологом. Содержит около 20 000 слов. Повествует о создании и разрушении мира скандинавских богов и другие истории из скандинавской мифологии.

## Содержание
Гюльви был конунгом «той земли, что люди теперь зовут Швецией». Однажды Гевьон перехитрила Гюльви, отделив при помощи быков Зеландию от Швеции. Поскольку она была из рода асов, то Гюльви заинтересовался их мудростью и отправился в Асгард. Там он сталкивается с человеком, который спрашивает его имя, и Гюльви представляется Ганлером. Ганлери ведут к конунгу тех мест, и так он предстает перед тремя мужами: Высокий, Того-же-роста и Третий. Ганлери задает вопросы и получает ответы. Верховным Богом оказывается Всеотец (Alföðr). После смерти к нему в Гимле (Gimlé) восходят добрые люди, а злые идут в Хель. Современниками Всеотца были лишь инеистые великаны (hrímþursum). На юге располагался Муспель, в котором обитал Сурт с огненным мечом. 
Нифльхейм образовывал полюс холода, а Муспельхейм полюс тепла. От взаимодействия двух начал появился Имир. Его кормила молоком корова Аудумла. Из слюны коровы на камнях появился Бури, а от того Бор, который женился на Бестле и породил Одина. Сыновья Бора убили Имира, а его смерть привела к смерти всех инеистых великанов кроме Бергельмира. После этого асы из тела Имира сделали мир, выделив в нем среднюю часть Мидгард. Затем из ясеня и ивы были созданы первые люди Аск и Эмбла, которых асы снабдили жизненной силой (önd), жизнью (líf), разумом (vit) и эмоциями (hræring). В центре Мидгарда был построен город Троя (Trója), также именуемый Асгард. Там правил Один со своей женой Фригг. Их первенцем стал Тор (Ása-Þórr). В противовес Мидгарду существовал Ётунхейм, в котором жил Нарви. На восток от Мидгарда рос Железный лес (Járnviðr), в котором великанши (gýgr) порождают ётунов и волков (варги). Из них вырастет Фенрир. На небо с земли ведет мост Биврёст (Bifröst). Еще в теле Имира завелись черви, которым боги сообщили разум и человеческий облик — они стали гномами (dvergar). 
Далее Ганлери слышит о мировом дереве Иггдрасиль (Yggdrasil). Перечисляются имена Одина и два его сына Торе и Бальдре, а также семейство Ньёрда. Затем рассказ идет об одноруком Тюре (ему особенно свойственна отвага: djarfleik) и молодильных яблоках Идунн. Стражем богов, охраняющим небесный мост Биврёст является Хеймдалль. Перечисляются также слепой Хёд, молчаливый Видар, Улль, справедливый Форсети и коварный Локи, от которого в Ётунхейме заводятся монстры. Затем перечисляются 14 богинь и путешествие Тора в Утгард. 
Одним из последних является повествование о рагнарёке (Frá ragnarökum), когда настанет трехлетняя зима Фимбулвинтер (fimbulvetr) и волк поглотит солнце. Фенрир (Fenrisúlfr) окажется на свободе, Ёрмунганд (Miðgarðsormr) вылезет на сушу и Нагльфар отправится в плавание. Однако гибель богов не будет окончательной: в живых останется Видар, из Хель возвратятся Бальдр и Хёд. От пламени Сурта спасется Ливтрасир, а дракон Нидхёгг продолжит пожирать трупы.
Под конец весь дворец и его обитатели просто растворяются в воздухе и Гюльви остается стоять перед пустой землей.
Потом считается, что по возвращении к своему народу Гюльви пересказал услышанные им истории. Вероятно, что таким приемом Снорри пытался задокументировать исчезающую уже в его время древнескандинавскую устную традицию, не вступая в конфликт с христианскими тенденциями в современном ему обществе.